# Тимофеева-Летуновская, Светлана Львовна
Светлана Львовна Тимофеева-Летуновская (род. 25 июня 1972 года, Тамбов) — российская актриса театра и кино.

## Биография
Светлана Тимофеева-Летуновская родилась 25 июня 1972 года в Тамбове в семье военнослужащих.
В 1989—1990 годах училась в Тамбовском филиале Московского государственного института культуры на библиотечном факультете.
В 1990—1993 годах училась в Московском государственном институте культуры (библиотечный факультет, отделение художественной литературы).
В 1999 году окончила ВГИК имени С. А. Герасимова (мастерская А. В. Баталова).
В 2000 году была принята в труппу театра на Малой Бронной, где проработала до 2004 года.
В 2001—2004 годах работала ведущей на телеканале РТР («ТВ Бинго Шоу» — известная всероссийская лотерея).
В кино Светлана дебютировала в 2001 году в телесериале «Нина» производства Телекомпании REN-TV.
С 2019 года — актриса Театра Антона Чехова.

## Призы и награды
- Лауреат молодёжной премии «Триумф» (2002)[1].

## Роли в театре
- «Учитель ритмики», по пьесе Е. Садур, реж. Владимир Агеев — Зоя
- «Не будите спящую собаку», по пьесе Дж. Пристли «Опасный поворот», реж. О. Шведова — Фреда Кэплен
- 2003 — «Дети?!», по пьесе С. Найдёнова «Дети Ванюшина», реж. Лев Дуров — Людмила

## Фильмография
- 1999 — Новости
- 2000 — Расставаясь с Москвой (Великобритания, Россия)
- 2001 — Нина — преподавать в школе
- 2002 — Глаза Ольги Корж — Ольга Корж
- 2002 — Ледниковый период — Жанна, жена Рокки
- 2003 — Антикиллер 2: Антитеррор — Юлия
- 2003 — Есть идея — Аля
- 2003 — Москва. Центральный округ— Рита Хотнянская, администратор (Дело № 12 «Рекламная пауза»)
- 2003 — Сыщик без лицензии — Инна Денисенко
- 2004 — Грехи отцов — Татьяна Фоминична Павловская
- 2004 — Дзисай — Ева
- 2004 — Тебе, настоящему (Украина) — Полина
- 2005 — С днём рождения, королева! — Агата, воспитанница лорда
- 2005 — Талисман любви — Юлия Уварова, красавица-жена Александра
- 2006 — Инфант (Украина)
- 2006 — Папенькин сынок — Наталья
- 2007 — Бешеная — Войницкая («Обряд посвящения», «Ожившие химеры»)
- 2007 — Когда её совсем не ждёшь (Россия, Украина) — Дина Макарова
- 2007 — Молчун (Украина) — Анна
- 2007 — Мужская интуиция (Украина) — Ольга
- 2007 — Право на счастье — Сандра
- 2008 — Эгоист — Любовь Николаевна
- 2009 — Дикий — Вера Сергеевна Звонарёва, эксперт-криминалист
- 2009 — Капкан для киллера — Елена Владимировна Вольская, подруга Мельника
- 2009 — Петя по дороге в Царствие Небесное — жена полковника Богуславского
- 2009 — Танго с ангелом — Лора, продюсер Верницкого
- 2010 — Неудачников.net — Ольга Владимировна Сладковская
- 2013—2014 — Кости — прокурор
- 2014 — Отпуск летом — Анна Петровна Вересова, работник медрегистратуры
- 2014 — Другая семья — Тоня
- 2014 — Тили-тили тесто — Екатерина Матвеевна Серова, глава районной администрации
- 2014 — Московская борзая — Вероника Девятова
- 2015 — За чужие грехи — Шура Любимова
- 2015 — Однажды преступив черту — Людмила
- 2015 — Не пара — Тамара
- 2015 — Провокатор — Тамара Саркисян, астролог
- 2016 — После многих бед — Регина Зарецкая, модельер
- 2016 — Затмение — Лида, мать Марьяны
- 2017 — Охота на дьявола — Аманда, хозяйка салона
- 2017 — СашаТаня — Тамара Васильевна Тетушкина, няня
- 2017 — Хочу быть счастливой — Людмила
- 2017 — Сальса — Надя
- 2018 — От ненависти до любви — Марина
- 2018 — Красота требует жертв — Валерия (Лера) Константиновна Клёнова, автор детективных романов, жена Игоря Кувшинова, бывшая невеста Кирилла Ткаченко, подруга Ирины Лерман[2]
- 2019 — Московские тайны. Графский парк (ТВ, 2019) — Людмила Харитонова, капитан полиции
- 2019 — Прощай одиночество — Вересова Анна Петровна, медицинский регистратор
- 2019 — Чернов — Елена Сельянова
- 2019 — Случайный кадр — Виктория Боброва